# Florence (Missisipi)
Florence – miasto w Stanach Zjednoczonych, w stanie Missisipi, w hrabstwie Rankin.